# اوشیکو، ایباراکی
اوشیکو در استان ایباراکی در کشور ژاپن واقع شده‌است که دارای جمعیت ۷۹٬۲۵۴ نفر و مساحت ۵۸٫۸۸ کیلومتر مربع با تراکم جمعیت ۱٬۳۴۶ نفر در کیلومترمربع است و در تاریخ ۱ ژوئن ۱۹۸۶ به عنوان شهر شناخته شد.